# El Séneca
El Séneca es una serie de televisión, emitida por TVE en la década de 1960, con guiones del escritor José María Pemán. 

## Historia
La serie contó con tres temporadas: 1964-1965, 1967-1968 y 1969-1970. Finalizó con motivo del fallecimiento del protagonista en accidente de automóvil en enero de 1970. En 1996 se grabó una continuación de 26 episodios, emitido por Canal Sur, dirigida por Manuel Ripoll y protagonizada por Idílio Cardoso (Séneca), junto a Imperio Argentina (Doloretes), María José Alfonso (Doña Mati) y Manuel Zarzo (Don José). Se trató de llevar a la pantalla guiones que había dejado escritos Pemán pero que no llegaron a grabarse por la muerte de Martelo.

## Argumento
Cada episodio se iniciaba con una breve presentación del propio autor. En torno a un patio andaluz, el personaje de El Séneca y sus compadres, el alcalde, el cura y el maestro conversan y filosofan sobre diversas cuestiones, desde lo trascendental a lo cotidiano y trivial. Completan el reparto la viuda Doña Mati y la peculiar sirvienta Doloritas. Se pone en valor la sabiduría popular en boca de un personaje sin formación, pero con sentido común.

## Recepción
Según el crítico y escritor Manuel Vázquez Montalbán, los contenidos de la serie se situaron en el límite de lo que cabe de crítica a un régimen dictatorial desde un medio de comunicación, aunque sin llegar nunca a cuestionar las bases del sistema.
Fue tal el éxito de la serie que la imagen del actor en su papel de El Séneca mereció un sello de correos, emitido en 1997 dentro de la serie Literatura española - Personajes de ficción.

## Reparto
- Antonio Martelo ... Séneca
- Milagros Leal (1964)
- Pedro Porcel (1964)
- Julio Gorostegui ... Don José (1964-1970)
- Rosa Luisa Gorostegui ... Dolorcitas (1965-1970)
- Rita Santo ... Doña Mati (1965-1970)